# C2orf50
C2orf50 (англ. Chromosome 2 open reading frame 50) – білок, який кодується однойменним геном, розташованим у людей на 2-й хромосомі. Довжина поліпептидного ланцюга білка становить 162 амінокислот, а молекулярна маса — 17 838.
| 10         |  | 20         |  | 30         |  | 40         |  | 50         |
| ---------- |  | ---------- |  | ---------- |  | ---------- |  | ---------- |
| MGSHPTPGLQ |  | RTTSAGYRLP |  | PTRPPASVSP |  | AARGGPMASR |  | GLAGGCQAPQ |
| ALKAQRVAQG |  | AACDGVQQDQ |  | LWRELLEAER |  | RGQQRWIQNW |  | SFLKDYDPMG |
| NKKEPEKLPD |  | HVPLFSDTVP |  | SSTNQVVGSR |  | LDTPLGQTLI |  | RMDFFFTEGA |
| RKKKLEDQMQ |  | PI         |  |            |  |            |  |            |

A: Аланін

C: Цистеїн

D: Аспарагінова кислота

E: Глутамінова кислота

F: Фенілаланін

G: Гліцин

H: Гістидин

I: Ізолейцин

K: Лізин

L: Лейцин

M: Метіонін

N: Аспарагін

P: Пролін

Q: Глутамін

R: Аргінін

S: Серин

T: Треонін

V: Валін

W: Триптофан